# Lycée de la Défense
En France, un lycée de la Défense (anciennement lycée militaire) est une école militaire d'enseignement secondaire. Ces lycées sont les successeurs des écoles militaires préparatoires, puis des collèges militaires. Il en existe six en France, répartis entre les trois armées. Ils accueillent, chaque année, environ 4 000 élèves en internat, de la classe de sixième (Autun et Grenoble) jusqu’aux « corniches » (ou flottes), les classes préparatoires aux grandes écoles spécialisées dans les écoles militaires.
Ces lycées accueillent des élèves originaires de toutes les régions françaises, de l'outre-mer et de l'étranger, dont les parents sont au service de l'État. Plus de 70 % des places offertes sont réservées aux enfants de militaires d'active ou de réserve.
Depuis le décret du 1er mars 2006, le terme « lycée de la Défense » remplace le terme « lycée militaire » qui désignait auparavant ces établissements.
Avec un encadrement et des locaux financés sur le budget du ministère de la Défense, ces établissements dispensent un enseignement général à l'instar des autres lycées, sous le contrôle de l'Éducation nationale (le corps enseignant et les personnels de direction y interviennent en position de détachement de leur ministère d'origine). S'il n'y a pas d'enseignement militaire spécifique, les élèves sont néanmoins encadrés par des militaires au sein de leur internat et doivent suivre une discipline en rapport avec le lieu : organisation sous forme de pelotons, marche au pas dans l'établissement lors des déplacements en groupe, rassemblement pour la levée des couleurs, etc. En outre, les élèves sont en uniforme (tenue de travail) et disposent d'une tenue de cérémonie pour les évènements officiels auxquels ils participent activement (cérémonie de commémoration des armistices).

## Vocation
Les lycées de la Défense ont aujourd'hui une double vocation :

### Aide apportée aux familles
Les lycées de la Défense permettent aux enfants qui y sont scolarisés, notamment des enfants de militaires, d'agents du ministère de la Défense et de fonctionnaires, d'avoir une éducation stable malgré la mobilité importante de leurs parents en leur offrant un enseignement de qualité et un système d'internat.
Les lycées de la Défense sont réservés aux enfants de nationalité française. Toutefois, les enfants de militaires de nationalité étrangère servant ou ayant servi dans les armées françaises peuvent demander à être admis dans les classes de l'enseignement du second degré. Le régime d'accès pour les classes de l'enseignement du second degré est celui de l'aide à la famille. Au titre de ce régime, un arrêté du ministre de la Défense fixe les catégories d'ayant droit et le contingent minimal d'admissions réservé aux enfants de militaires. Les admissions dans les lycées de la Défense sont prononcées chaque année par décision du ministre de la Défense, sur proposition d'une commission de classement qui tient compte :
- du dossier individuel des candidats ;
- des notes obtenues à l'examen annuel d'entrée lorsqu'il est requis ;
- de la situation de famille dans des conditions fixées par arrêté du ministre de la Défense.

Des élèves étrangers, n'appartenant pas à une catégorie d'ayants droit, peuvent être admis dans la limite de 3 % des élèves admis chaque année. Dans les faits, une priorité est accordée aux pupilles de la nation et aux enfants de militaires à l'étranger, sous réserve d'avoir réussi l'examen d'entrée.

### Préparation au recrutement des officiers de carrière
Les lycées de la Défense, grâce à leurs classes préparatoires spécifiques intégrées, préparent également aux concours d'entrée aux grandes écoles militaires suivantes :
- École polytechnique (en abrégé, l'« X » ou « Polytechnique »)
- École spéciale militaire de Saint-Cyr (en abrégé, l’« ESM » ou « Saint-Cyr »)
- École navale (en abrégé, « Navale »)
- École de l'air
- École nationale supérieure de techniques avancées de Bretagne (en abrégé, l'« ENSTA Bretagne »)
- École nationale supérieure des ingénieurs de l'infrastructure militaire (en abrégé, l'« ENSIM »)

Ces classes préparatoires sont ouvertes aux candidats et candidates de nationalité française souhaitant préparer le concours d'entrée à ces grandes écoles.
Les concours d'admission à l'ESM de Saint-Cyr et à l'École de l'air sont intégrés, pour l'écrit, aux concours communs polytechniques. Pour l'écrit, le concours d'admission à l'École navale est intégré au concours Centrale-Supélec depuis 2011, celui de l'ENSTA Bretagne au concours commun Mines-Ponts depuis 2012 et celui de l'École polytechnique, selon les options scientifiques choisies, au concours commun à Polytechnique, à l'ESPCI et aux Écoles normales supérieures.

## Liste des lycées par armée

### Lycées de l’Armée de terre
- Prytanée national militaire à La Flèche (1604)
- Lycée militaire de Saint-Cyr (1966)
- Lycée militaire d'Aix-en-Provence (1946)
- Lycée militaire d'Autun (1886)

### Lycée de la Marine nationale
- Lycée naval de Brest (1966)

### Lycée de l’Armée de l'air
- École des pupilles de l’air de Grenoble-Montbonnot (1941)

## Tournois inter-lycées de la Défense
Le tournoi inter-lycées de la Défense (TILD), anciennement tournoi inter-lycées militaires (TILM) est un tournoi sportif créé en 1986 ; la première édition a alors lieu au lycée militaire de Saint-Cyr, pour le tricentenaire de la fondation de l'institution par Madame de Maintenon. Il est à noter qu'il avait déjà existé, entre 1972 et 1980 un tournoi inter-collèges militaires (Autun et Grenoble). Il a toutefois été annulé en 2014 pour raisons budgétaires[réf. souhaitée].

### Participants et épreuves
Les élèves des six lycées de la Défense participent chaque année à ce tournoi, organisé à chaque fois dans un lycée différent. À l'origine, le tournoi ne comprenait que les lycées de l'Armée de terre, jusqu'à ce qu'en 1991, le lycée de Grenoble et, en 1993, le lycée naval de Brest, rejoignent le tournoi. Chaque lycée compose une équipe composée d'environ 40 élèves filles et garçons, dont chacun participe à un sport individuel et un sport collectif.
Il existe trois catégories d'épreuves. En 1989, l'épreuve de sport collectif féminin, passe du basketball au volleyball :
- sports collectifs : football, rugby à 7, handball, volley ball féminin[7], et depuis 2015, le badminton entre comme sport collectif pour les filles et individuel pour les garçons.
- athlétisme : filles (100 mètres, 800 mètres), garçons (100 mètres, 1500 mètres, 4 x 100 mètres, saut en longueur, lancer de javelot)[7]
- natation : filles (100 mètres nage libre), garçons (100 mètres nage libre, 100 mètres brasse, 100 mètres dos, 100 mètres dos et mixte, relais 10 x 50 mètres garçons et filles)[7]

### Palmarès
| Année | Lycée organisateur                      | Vainqueur |
| ----- | --------------------------------------- | --------- |
| 1986  | Lycée militaire de Saint-Cyr            | Saint-Cyr |
| 1987  | Lycée militaire d'Autun                 | Saint-Cyr |
| 1988  | -                                       | -         |
| 1989  | Lycée militaire d'Aix-en-Provence       | Saint-Cyr |
| 1990  | Autun                                   | Saint-Cyr |
| 1991  | Prytanée national militaire             | Saint-Cyr |
| 1992  | École des Pupilles de l'Air de Grenoble | Saint-Cyr |
| 1993  | Saint-Cyr                               | Prytanée  |
| 1994  | Lycée naval de Brest                    | Aix       |
| 1995  | -                                       | -         |
| 1996  | École des Pupilles de l'Air             | Saint-Cyr |
| 1997  | Aix                                     | Saint-Cyr |
| 1998  | Autun                                   | Aix       |
| 1999  | Prytanée                                | Saint-Cyr |
| 2000  | Brest                                   | Saint-Cyr |
| 2001  | Saint-Cyr                               | Saint-Cyr |
| 2002  | École des Pupilles de l'Air             | Saint-Cyr |
| 2003  | Aix                                     | Aix       |
| 2004  | Autun                                   | Saint-Cyr |
| 2005  | Brest                                   | Aix       |
| 2006  | Prytanée                                | Aix       |
| 2007  | Saint-Cyr                               | Saint-Cyr |
| 2008  | École des Pupilles de l'Air             | Saint-Cyr |
| 2009  | Aix                                     | Saint-Cyr |
| 2010  | Autun                                   | Saint-Cyr |
| 2011  | Brest                                   | Saint-Cyr |
| 2012  | Prytanée                                | Saint-Cyr |
| 2013  | Saint-Cyr                               | Saint-Cyr |
| 2014  | -                                       | -         |
| 2015  | École des Pupilles de l'Air             | Saint-Cyr |
| 2016  | Aix-en-Provence                         | Saint-Cyr |
| 2017  | Autun                                   | Saint-Cyr |
| 2018  | Saint-Cyr                               | Saint-Cyr |
| 2019  | Brest                                   | Saint-Cyr |
| 2022  | Prytanée                                | Aix       |
| 2023  | École des Pupilles de l’Air             | Autun     |
| 2024  | Aix-en-Provence                         | Autun     |

## Listes des lycées militaires préparatoires ayant existé
En France :
- École de Brienne (1776-1790)
- Rambouillet (1876-1934)
- Montreuil (1886-1924)
- Saint-Hippolyte-du-Fort (1885-1934)
- Billom (1886-1963)
- École militaire enfantine Hériot (1886-1966) à La Boissière-École
- Les Andelys (1887-1968)
- Tulle (1924-1967)
- Épinal (1934-1940)
- Montélimar (1940-1946)
- Le Mans (1947-1985)
- Le Tampon (1972-1991) à La Réunion

En Algérie française :
- Hammam-Righa (1942-1945)
- Miliana (1946-1951)
- Kolea (1951-1963)

Des lycées militaires ont aussi été créés en Afrique noire française et en Indochine française.